# Taeniolethrinops
Genre
Le genre Taeniolethrinops regroupe plusieurs espèces de poissons de la famille des Cichlidae. Toutes sont endémiques du lac Malawi en Afrique.

## Liste des espèces
Selon FishBase (26 janv. 2017) :
- Taeniolethrinops cyrtonotus (Trewavas, 1931)
- Taeniolethrinops furcicauda (Trewavas, 1931)
- Taeniolethrinops laticeps (Trewavas, 1931)
- Taeniolethrinops praeorbitalis (Regan, 1922)